# SH3YL1
SH3YL1 (англ. SH3 and SYLF domain containing 1) – білок, який кодується однойменним геном, розташованим у людей на короткому плечі 2-ї хромосоми.  Довжина поліпептидного ланцюга білка становить 342 амінокислот, а молекулярна маса — 37 148.
| 10         |  | 20         |  | 30         |  | 40         |  | 50         |
| ---------- |  | ---------- |  | ---------- |  | ---------- |  | ---------- |
| MNNPIPSNLK |  | SEAKKAAKIL |  | REFTEITSRN |  | GPDKIIPAHV |  | IAKAKGLAIL |
| SVIKAGFLVT |  | ARGGSGIVVA |  | RLPDGKWSAP |  | SAIGIAGLGG |  | GFEIGIEVSD |
| LVIILNYDRA |  | VEAFAKGGNL |  | TLGGNLTVAV |  | GPLGRNLEGN |  | VALRSSAAVF |
| TYCKSRGLFA |  | GVSLEGSCLI |  | ERKETNRKFY |  | CQDIRAYDIL |  | FGDTPRPAQA |
| EDLYEILDSF |  | TEKYENEGQR |  | INARKAAREQ |  | RKSSAKELPP |  | KPLSRPQQSS |
| APVQLNSGSQ |  | SNRNEYKLYP |  | GLSSYHERVG |  | NLNQPIEVTA |  | LYSFEGQQPG |
| DLNFQAGDRI |  | TVISKTDSHF |  | DWWEGKLRGQ |  | TGIFPANYVT |  | MN         |

A: Аланін

C: Цистеїн

D: Аспарагінова кислота

E: Глутамінова кислота

F: Фенілаланін

G: Гліцин

H: Гістидин

I: Ізолейцин

K: Лізин

L: Лейцин

M: Метіонін

N: Аспарагін

P: Пролін

Q: Глутамін

R: Аргінін

S: Серин

T: Треонін

V: Валін

W: Триптофан

Задіяний у такому біологічному процесі як альтернативний сплайсинг. 